# Dicaeum pygmaeum
Pica-flor-pigmeu (Dicaeum pygmaeum) é uma espécie de ave da família Dicaeidae.
É endémica das Filipinas.
Os seus habitats naturais são: florestas subtropicais ou tropicais húmidas de baixa altitude e regiões subtropicais ou tropicais húmidas de alta altitude.